# Alemañol
El alemañol (acrónimo de alemán y español) es un pidgin mixto con fusión morfosintáctica y semántica de los idiomas alemán y español. Es hablado por la población hispanohablante en zonas germanófonas. Se originó durante la década de 1960 tras la migración de españoles e hispanoamericanos en territorios de habla alemana, consolidándose y ampliándose en la segunda y tercera generación. Del mismo modo, se puede encontrar un atisbo poco difundido del alemañol en algunas localidades colonizadas por inmigrantes alemanes en Sudamérica, especialmente en el Cono Sur, producto de la asimilación cultural progresiva de los alemanes étnicos en los territorios de habla hispana.